# 古野達也
古野 達也（ふるの たつや、1970年 - ）はCM、MVなどの照明技師・撮影監督。

## 略歴
- 1991年 - 制作会社千年堂テレプス入社。
- 1994年 - 照明技師を目指し上京。
- 1996年 - 照明技師の野口益登にチーフとして師事。
- 1998年 - 照明技師の金澤秀雄に師事。
- 2000年 - 照明技師として独立。独立以後、技師活動と並行して撮影監督としても活動。

## 主な作品

### CM
DP:撮影監督/LD：照明技師
- エムズホーム「エムディア・ストレートトーク篇」（DP）
- 神戸女子学園「学ぶ事篇」「雨ニモマケズ編」（DP）
- 農林水産省 食育キャンペーンCM「自炊編」「席朝篇」（LD）
- jomoジャパンエナジー・ブランドCM「雨宿り編」「待ち合わせ編」「駄菓子屋編」（DP）
- 明治製菓「はんぶんこ篇」（LD）
- 日本経済新聞「秋キャンペーン編」（LD）
- ブルボン「くだものいっぱいゼリー」（LD）
- NINTENDO-DS「チョコボと魔法の絵本」（DP）
- BEN&JERRY'S「BEN&JERRY'Sアイスクリーム」（DP）
- パナソニック「TV-デジタルタウ」「DVD-DREAM」（LD）
- バンダイ「ワンダースワン」（LD）
- ナビスコ「チップスター」（LD）
- 丸大食品「ソルトレークオリンピックキャンペーン」（LD）
- トヨタ「TSCUBICカード」（DP）
- 東急ホテルズ「4つの羽篇」（LD）
- セブンティーン「クイズ篇」（LD）
- バンダイ「カラオケステーションお父さんロック篇」（LD）
- 花王「ビオレ毛穴すっきりパック」（LD）
- UHA味覚党「シゲキックス」（LD）
- NTT西日本「0039利用促進」（DP）
- 第一製薬「カロヤンガッシュ」（LD）
- ウッドワン「狩人の家篇」（LD）
- コムロ美容外科「ロデオ篇」（DP）
- ピーチ・ジョン「ザ・カタログ2007秋/2008春夏/秋/2009春夏」
- ドクターシーラボ「アクアインダームDNエッセンス」
- ABC-MART「ホーキンススポーツ・ドレシング」（LD）
- コカ・コーラ「ジョージア・カフェエスプレッソ ゴルフ練習場篇」（LD）

### MV
- JUJU「やさしさで溢れるように」
- クレイジーケンバンド「湾岸線」
- 中孝介「春」「夜想曲」「種をまく日々」（LD）
- 清水翔太「アイシテル」（LD）
- RIP SLYME 「太陽とビキニ」「SPEED KING」「Blue BE-BOP」（LD）
- Sound Scedule「さらばピニャコラーダ」（LD）
- 槇原敬之「優しい歌が歌えない」（LD）
- CHEMISTRY「SOIN VAIN」「君がいる」（LD）
- Riefu「２cm」（LD）
- 風味堂「ファイト」（DP）
- 秦基博「風景」（DP）

### VP
- ジャーナルスタンダード（LD）

### TV
- 「金曜日のスマたちへ」OP TBS 2007～2008
- 「TBSスポット」TBS 2008～2009
- 「ユキポンのお仕事」2007年4月～7月テレビ東京ON AIR/07年夏DVD発売
- 「世にも奇妙な物語05春の特別編『美女缶』」2005年フジテレビON AIR
- 「ミッドナイト☆ドラマ 藤子・F・不二雄のパラレル・スペース」2008年 WOWOW ON AIR

(監督:筧昌也・三木孝浩・小泉徳宏・青池良輔)の4作品
- 「フジテレビ『HAVE YOUR MEASURE』きっかけはフジテレビ」(監督：長澤雅彦)

### WEB MOVIE
- au LISMO「エスケイプ」（LD） (監督：永田琴)